# 이세 헤이시
이세 헤이시(일본어: 伊勢平氏, いせへいし)는 조헤이·덴교의 난(承平天慶の乱)에 공이 있던 다이라노 사다모리로 시작한 다이라 가문의 일종으로 헤이케(平家)라고도 불린다.

## 주요 인물
- 다이라노 다다모리
- 다이라노 기요모리
- 다이라노 시게모리